# Otto Ranftl
Otto Ranftl (* 7. August 1954; † 6. April 2014) war ein österreichischer Journalist.

## Leben
Ranftl war nach journalistischer Tätigkeit für die am 31. Oktober 1991 eingestellte Arbeiter-Zeitung von Juni 1990 bis zu seinem Tod Redaktionsmitglied der Wiener Tageszeitung Der Standard. Er war zunächst Ressortleiter der Chronikredaktion, seit 2007 auch Leserbeauftragter des Blattes, seit 2010 Chef vom Dienst der Redaktion. Die damalige Chefredakteurin, Alexandra Föderl-Schmid, bezeichnete Ranftl in ihrem am 7. April 2014 publizierten Nachruf als Das stille Zentrum des Standards.
In einem Text über die Angst der Medien vor ihren Fehlern wurde 2018 auf der Website des Radiosenders Ö1 so an Ranftl erinnert:
Beim "Standard" war Otto Ranftl bis zu seinem Tod eine Art Leserombudsmann: "Jede Woche fand er genügend Fehlleistungen, um sie sprachlich brillant in seiner Errata-Kolumne am Wochenende zu erklären – oder zu entschuldigen", schrieb die damalige Chefredakteurin und Erfinderin dieser Funktion, Alexandra Föderl-Schmid. Mit Ranftl starb auch die Kolumne.